# Jacques Delamain
Pour les articles homonymes, voir Delamain.
Jacques Delamain est un ornithologue français, né le 20 décembre 1874 à Jarnac et mort le 5 février 1953 à Saint-Brice en Charente.

## Biographie

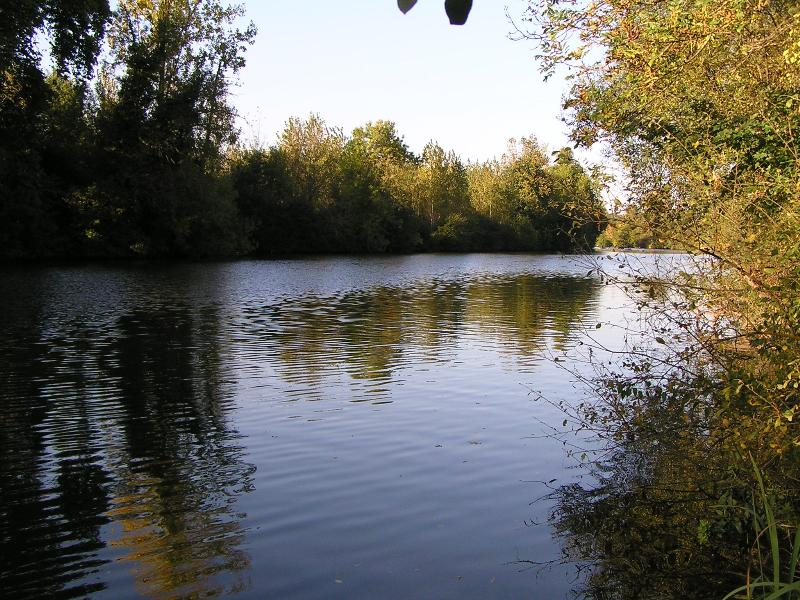
Paysage de Charente entre Jarnac et Cognac

Il s’associe à son beau-frère Jacques Boutelleau (alias Jacques Chardonne) et son frère Maurice Delamain (1883-1974), qui avaient acheté, en 1921, les éditions Stock. Il crée alors la collection les Livres de Nature, qui rassemble des textes  ayant trait à l’illustration et la défense du monde naturel. Il assure, avec sa femme Germaine, un certain nombre de traductions parues dans cette collection. La Librairie Delamain se trouve aujourd'hui devant la Comédie Française et le Palais Royal, au 155 rue Saint Honoré.
Jacques Delamain fait paraître des livres d’ornithologie qui connaissent un très grand succès comme Pourquoi les oiseaux chantent (première édition en 1928, dernière réédition en 2011), qui sera récompensé par l'Académie Française et l'Académie des Sciences, Les Jours et les nuits des oiseaux (première édition en 1932, dernière réédition en 2014), Portraits d'oiseaux (deux volumes, 1938 et 1952), Les Oiseaux s'installent et s'en vont  (1942), ces deux derniers titres illustrés par le peintre animalier Roger Reboussin. Dans les tranchées pendant la Première Guerre mondiale, il note dans son Journal l'adaptation des oiseaux à la guerre, au bruit et aux destructions. Ses jumelles militaires lui permettent de s'échapper un moment de l'horreur,.
Sa propriété à Saint-Brice est un refuge pour oiseaux placé sous la responsabilité de la Ligue pour la protection des oiseaux (LPO) et a été fréquentée par de nombreuses personnalités tant du monde scientifique, comme Jean Rostand (1894-1977), que du monde des arts, comme Olivier Messiaen (1908-1992) ou Charles Langbridge Morgan (1894-1958).

## Décoration
- Chevalier de la Légion d'honneur, 11 janvier 1932[4]

## Œuvre littéraire[5]

### Articles
- « Reproduction des Becs-croisés en Charente au printemps 1911 », Revue française d'ornithologie, mai-juin 1912

### Livres
- Pourquoi les oiseaux chantent, Paris : libr. Stock, Delamain et Boutelleau, Collection : Les livres de nature, 1928
- Les Jours et les Nuits des oiseaux, Paris, libr. Stock, Delamain et Boutelleau, 1932
- Portraits d'oiseaux, Paris, Delamain et Boutelleau, 1940
- Les Oiseaux s'installent et s'en vont, Paris : Delamain et Boutelleau, 1942, 1942 (23F, sous l'Occupation)
- Journal de guerre d’un ornithologue, intégré à Pourquoi les oiseaux chantent
- 1929 Calendrier ornithologique : les migrations de retour en mars 1929. Alauda, 1 : 100-101.
- 1929 Mœurs sexuelles de l'Accenteur mouchet, Alauda, 1 : 266-269.
- 1931 Calendrier ornithologique, Alauda, 3 : 311-313.

### Traductions avec Germaine Delamain[6]
- Stewart Edward White (1873-1946), Terres de silence,  Paris : Stock, Delamain et Boutelleau, 1922
- Rudyard Kipling (1865-1936), Les Enfants du zodiaque, Paris : Stock (Delamain Boutelleau et Cie), 1923
- Stewart Edward White (1873-1946), Une poursuite dans les terres de silence,  Paris : Stock, Delamain et Boutelleau, 1927
- Charles George Douglas Roberts (1860-1943), Voisins mystérieux, Paris : Stock, Delamain et Boutelleau, 1929
- Charles Morgan (1894-1958), Portrait dans un miroir, Paris : Stock, Delamain et Boutelleau, 1932